# Marcel Vercammen (tenor)
Henri Marcel Vercammen (Merksem, 20 juli 1910- februari 2000) was een Belgisch tenor.
Hij kreeg zijn opleiding aan het Vlaams Conservatorium in Antwerpen. Hij kreeg er onderricht van Mina Bolotine. Verdere studies vonden plaats bij Clemens Glettenberg in Keulen. Om meer kennis te vergaren over het spel op de podia nam het lessen bij de Duitse Kammersängers Max Lorenz en Mimi Poensgen (Wiesbaden) en Bayreuth.
Hij sloot zich aan bij het gezelschap van de Vlaamse Opera in zijn geboortestad, alwaar hij vanaf 1940/1941 furore maakte. Andere verbintenissen had hij met de Koninklijke Muntschouwburg te Brussel (1960-1961), de Opéra Royal in Luik, Koninklijke Opera (Gent) en de Grand Théâtre in Verviers. Hij zong ook wel in het buitenland, met name grote Franse en Duitse steden, waarin hij als heldentenor een specialisatie richting de opera’s van Richard Wagner aan de dag legde. Hij had in zijn repertoire ruim zestig opera’s tot zijn beschikking. Tussen 1957/1958 tot 1975 gaf hij les aan genoemd conservatorium; tussen 1964 en 1978 stempedagogie.
Hij wordt wel samen met Ernest Van Dijck dé twee heldentenor genoemd van het Belgische interbellum. Zijn stem is via een beperkte discografie bewaard gebleven. 